# ムワミ
ムワミ（英語:Mwami）とは、中部アフリカ東部の伝統的な君主号である。2016年現在、ムワミを元首とする国家は存在しない。

## 概要
過去の歴史において、ルワンダやブルンジ、さらにはコンゴ民主共和国東部に相当する地域の部族長がムワミを名乗り、自身の領土を統治した。欧米諸国の植民地支配を受けている期間でも、実質的に統治力を保持していた事例も多い。しかし、近代国家として独立する過程においてその全てが廃位された。